# بيرسي نيوتن
بيرسي نيوتن (بالإنجليزية: Percy Newton)‏ (1904 في المملكة المتحدة - 1 أكتوبر 1993) هو لاعب كرة قدم بريطاني (وحمل سابقاً جنسية المملكة المتحدة لبريطانيا العظمى وأيرلندا) في مركز الظهير. لعب مع مانشستر يونايتد ونادي ترانمير روفرز لكرة القدم.